# Facciolella oxyrhynchus
La facciolella o pesce serpe di Facciolà (Facciolella oxyrhyncha (Bellotti, 1883) (Facciolella oxyrhynchus nome valido per FishBase)) è un pesce abissale della famiglia Nettastomatidae.

## Distribuzione e habitat
L'areale non è ben conosciuto, si conosce per l'Oceano Atlantico orientale e per il mar Mediterraneo, compresi i mari italiani.

Vive su fondi fangosi ad elevate profondità, è nota almeno fino ad 800 m. Gli esemplari giovani sono stati talvolta trovati in grotte sottomarine completamente oscure a profondità modesta.

## Descrizione
Questa specie è molto simile al becco d'anatra. Si tratta di un anguilliforme e quindi è caratterizzato da un'unica pinna impari originata dalla fusione delle pinne dorsale, anale e caudale. Le pinne pettorali e ventrali sono invece assenti. L'inserzione della pinna dorsale è molto indietro, posteriore all'opercolo branchiale. 
Questo pesce ha un corpo molto sottile ed allungato, con una testa altrettanto affusolata, dotata di mascelle allungate, che superano brevemente l'occhio, che è molto piccolo. I denti sono abbastanza lunghi.

Il colore è grigio argenteo sul dorso e bianco sul ventre. La pinna caudale è nera.

Si conoscono esemplari lunghi fino a 70 cm.

## Biologia
Completamente ignota